# Kellie Shanygne Williams
Pour les articles homonymes, voir Williams.
Kellie Shanygne Williams (mariée, Kellie Shanygne Jackson) est une actrice américaine née le 22 mars 1976 à Washington D.C. aux États-Unis. Elle est surtout connue pour son rôle de Laura Winslow dans la série télévisée La Vie de famille.

## Biographie
Elle étudie au Howard University Children's Theatre
Après la série télévisée qui la fait connaître (La Vie de famille), elle joue dans la série produite par ABC, What About Joan. En 2009 elle joue dans 6 épisodes de la série télévisée Clean House en tant que star invitée.
Elle se marie avec Hannibal Jackson le 5 septembre 2009 et a ensuite eue une fille de cette union durant l'été 2010 appelée Hannah Jolie et un garçon appelé John.
Elle a également une sœur et un frère plus jeunes, respectivement appelés Marti et Dante.

## Filmographie

### Cinéma
- 1998 : Ride de Millicent Shelton : Tuesday
- 2005 : In the Mix de Ron Underwood : Cami
- 2009 : Steppin' de Michael Taliferro : Cee Cee

### Série
- 1989 - 1998 : La Vie de famille : Laura Lee Winslow
- 1996 - 1998 : Moesha - saison 1 - épisode 9, saison 4 - épisode 7 :  Charisse
- 2000 - 2001 : What about Joan (21 épisodes) : Alice Adams
- 2002 : Girlfriends - saison 3 - épisode 8 : Cecily
- 2003 : Les Parker - saison 5 - épisode 10 : Michelle
- 2006 : Eve - saison 3 - épisodes 18, 21 et 22 : Lynn

### Téléfilm
- 1999 : After All de Helaine Head : Katie